# Liste von Vulkanen in Portugal
Dies ist eine Liste von Vulkanen in Portugal, die während des Quartärs mindestens einmal aktiv waren.
| Bild | Name                    | Insel         | Inselgruppe | Vulkantyp                  | Letzte Eruption         | Höhe [m] | Geokoordinaten                |
| ---- | ----------------------- | ------------- | ----------- | -------------------------- | ----------------------- | -------- | ----------------------------- |
|      | Água de Pau             | São Miguel    | Azoren      | Schichtvulkan              | 1564                    | 947      | 37° 46′ 00″ N, 025° 28′ 00″ W |
|      | Capelinhos              | Faial         | Azoren      | Schichtvulkan              | 1958                    | 501      | 38° 36′ 02″ N, 028° 49′ 54″ W |
|      |                         | Corvo         | Azoren      | Schichtvulkan              | unbekannt               | 718      | 39° 41′ 56″ N, 031° 06′ 39″ W |
|      | Dom-João-de-Castro-Bank |               | Azoren      | Seamount                   | 1720                    | −13      | 38° 14′ 00″ N, 026° 38′ 00″ W |
|      | Cabeço Gordo            | Ilha do Faial | Azoren      | Schichtvulkan              | 1958                    | 1043     | 38° 36′ 00″ N, 028° 44′ 00″ W |
|      |                         | Flores        | Azoren      | Schichtvulkane             | 950 v. Chr. ± 100 Jahre | 914      | 39° 27′ 44″ N, 031° 12′ 58″ W |
|      | Furnas                  | São Miguel    | Azoren      | Schichtvulkan              | 1630                    | 805      | 37° 46′ 00″ N, 025° 19′ 00″ W |
|      |                         | Graciosa      | Azoren      | Schichtvulkan              | unbekannt               | 402      | 39° 01′ 00″ N, 027° 58′ 00″ W |
|      |                         | Madeira       | Madeira     | Schildvulkan               | 4500 v. Chr. ± 50 Jahre | 1862     | 32° 44′ 00″ N, 016° 58′ 00″ W |
|      | Monaco-Bank             |               | Azoren      | Seamount                   | 1911                    | −197     | 37° 36′ 00″ N, 025° 53′ 00″ W |
|      | Ponta do Pico           | Pico          | Azoren      | Schichtvulkan              | 1720                    | 2351     | 38° 28′ 00″ N, 028° 24′ 00″ W |
|      | Picos-Vulkansystem      | São Miguel    | Azoren      | Schlacken- und Aschenkegel | 1652                    | 350      | 37° 47′ 00″ N, 025° 40′ 00″ W |
|      | Pico do Gaspar          | São Miguel    | Azoren      |                            | 1443                    | 361      | 37° 46′ N, 25° 19′ W          |
|      |                         | São Jorge     | Azoren      | Spaltenvulkan              | 1907                    | 1053     | 38° 39′ 00″ N, 028° 05′ 00″ W |
|      | Sete Cidades            | São Miguel    | Azoren      | Schichtvulkan              | 1880                    | 856      | 37° 52′ 00″ N, 025° 47′ 00″ W |
|      |                         | Terceira      | Azoren      | Schichtvulkane             | 2000                    | 1023     | 38° 44′ 00″ N, 027° 19′ 00″ W |
|      | Pico Gaspar             | Terceira      | Azoren      | Schichtvulkane             | um 1200                 | 597      | 38° 43′ 48″ N, 027° 16′ 21″ W |